# Boris Gelfand
Boris Abramovich Gelfand (* 24. června 1968) je izraelský a židovský šachista, pocházející z Minsku (emigroval v roce 1998). Jeho současné FIDE ELO k červenci 2014 činí 2753 , se kterým obsadil 12. místo v oficiálním žebříčku nejlepších šachistů. Je nejlepším izraelským šachistou. Nejvyšší ELO, jež činilo 2777, měl v listopadu 2013. Bílými kameny začíná převážně tahem 1. d4, černými je znám jako specialista na Najdorfův systém.